# Distretto di Stolin
Il distretto di Stolin (in bielorusso Столінскі раён?) è un distretto (rajon) della Bielorussia appartenente alla regione di Brėst.